# Lijepa naša domovino
Lijepa naša domovino (kroatiska: Vårt vackra hemland/fosterland) är Kroatiens nationalsång. I Kroatien kallas nationalsången ofta för Lijepa naša (Vårt/vår vackra) som även är en vanligt förekommande metonym för landet.

## Historia
Nationalsångens originaltext skrevs av Antun Mihanović och publicerades först under titeln "Horvatska domovina" (Kroatiska hemland) i tidningen "Danica" (Morgonstjärna) den 14 mars 1835". Musiken komponerades av Josif Runjanin år 1846. Enligt vissa källor är melodin tagen från Lucia di Lammermoor av Gaetano Donizetti. Den kompletta sången nedskrevs och harmoniserades av Vatroslav Lichtenegger år 1891 och framfördes första gången som Kroatiens nationalsång samma år under titeln "Lijepa naša". Sedan dess har den blivit känd under den något längre nuvarande titeln och några mindre justeringar har gjorts i texten.
Kroatien var fram till första världskriget och Österrike-Ungerns upplösning år 1918 en provins i Dubbelmonarkin. I det österrikisk-ungerska Kroatien betraktades sången som provinsens inofficiella nationalsång. Den framfördes då i officiella sammanhang strax efter dubbelmonarkins nationalsång Gott erhalte Franz den Kaiser. Åren 1918–1941 då Kroatien var en del av kungariket Jugoslavien ingick vissa strofer av den kroatiska nationalsången i kungarikets nationalsång. I Kroatien framfördes dock sången även fortsättningsvis som en inofficiell nationalsång.   
I Oberoende staten Kroatien som ägde bestånd åren 1941–1945 framfördes den som nationalsång men hade inte officiell status som sådan. Efter kriget integrerades Kroatien åter i Jugoslavien. Den 29 februari 1972 erhöll sången officiell status som den Socialistiska republiken Kroatiens nationalsång. Sedan Kroatien år 1991 utträtt ur den sydslaviska federationen Jugoslavien fick Lijepa naša domovino grundlagsskyddad status som det nu självständiga landets officiella nationalsång.
Ett minnesmärke och hyllning till nationalsången i formen av en högrest sten uppfördes av Brödraskapet kroatiska drakens bröder i samband med hymnens 100-årsjubileum och är idag en attraktion i närheten av staden Kumrovec.

## Text
| Kroatiska | Svenska |
| Lijepa naša domovino, Oj junačka zemljo mila, Stare slave djedovino, Da bi vazda sretna bila! Mila kano si nam slavna, Mila si nam ti jedina, Mila kuda si nam ravna, Mila kuda si planina! Teci Dravo, Savo teci, Nit'ti Dunav silu gubi! Sinje more, svijetu reci, Da svoj narod Hrvat ljubi! Dok mu njive sunce grije, Dok mu hrašće bura vije, Dok mu mrtve grobak krije, Dok mu živo srce bije! | Vårt vackra hemland, Å, älskade heroiska land. Våra fäders forna ära, Må du vara lycklig för evigt. Kära, du är vår enda ära, Du är vårt enda kära, Kär, där du är en slätt, Kär, där du är ett berg Flyt Drava, flyt Sava, Inte heller du Donau, förlorar din vigör, Djupblå hav, berätta för världen, Att en kroat älskar sitt folk. Så länge solen värmer hans fält, Så länge vinden piskar hans ekar, Så länge hans döda täcks av jord, Så länge hans levande hjärta slår. |